# Bulldog (Schiff, 1931)
HMS Bulldog (H91) war ein Zerstörer der B-Klasse, der im April 1931 in den Dienst der britischen Royal Navy kam. Im Zweiten Weltkrieg wurde der Zerstörer mit den Battle Honours „Atlantic 1941–45“ und „Artic 1942–44“ ausgezeichnet. Am 9. Mai 1941 gelang es einem Enterkommando des Zerstörers, vom deutschen U-Boot U 110, das der Zerstörer mit anderen Einheiten zum Auftauchen gezwungen hatte, wertvolles Geheimmaterial und insbesondere die erste vollständige Enigma-Chiffriermaschine (Typ M3) zu bergen. Im April 1942 verteidigte die Beagle mit anderen Zerstörern im Nordmeer den Geleitzug QP 11 erfolgreich gegen Angriffe überlegener deutscher Zerstörer.
Am 9. Mai 1945 kapitulierten die deutschen Truppen auf den Kanalinseln an Bord der Bulldog. Im Dezember 1945 wurde der Zerstörer zum Abbruch verkauft, der im Januar 1946 in Rosyth begonnen wurde.

## Geschichte des Schiffes
Der Zerstörer wurde als einer von zwei am 22. März 1929 bei Swan Hunter in Wallsend, Tyne and Wear bestellt und war Teil der zweiten nach dem Ende des Ersten Weltkriegs gebauten Zerstörerklasse der Royal Navy. Die Kiellegung des Neubaus mit der Baunummer 1411 erfolgte am 10. August 1929, zwei Tage nach dem Stapellauf des Flottillenführers Codrington der vorangehenden A-Klasse. Vom Stapel lief die Bulldog am 6. Dezember 1930 als letztes Schiff der B-Klasse. In Dienst gestellt wurde der Zerstörer am 7. April 1931.

Der Zerstörer war das siebte Schiff der Royal Navy, das nach der englischen Hunderasse Bulldog benannt wurde. Davor hatte die Royal Navy den bei John Brown & Co. gebauten Zerstörer HMS Bulldog der Beagle-Klasse von 1910 bis 1920 im Dienst gehabt.

### Einsatzgeschichte
Der Zerstörer Bulldog wurde mit seinen Schwesterschiffen zuerst der „4th Destroyer Flotilla“ bei der Mediterranean Fleet zugeordnet. Die Bulldog leistete 1932 den Opfern des Erdbebens bei Ierissos humanitäre Hilfe und gehörte zu den ersten britischen Einheiten, die nach dem Ausbruch des Spanischen Bürgerkriegs die südspanische Küste überwachten. Da die britische Mittelmeerflotte meist die neuesten Zerstörer erhielt, wurde die 4. Flottille 1936 zur Home Fleet verlegt und durch die gerade auf die neuesten Zerstörer der H-Klasse umgerüstete „2nd Destroyer Flotilla“ im Mittelmeer ersetzt. Als Einheit der 4. Flottille wurde die Bulldog zwischen Januar 1937 und März 1938 noch mehrfach vor Spanien bei den sogenannten Neutralitätspatrouillen eingesetzt.

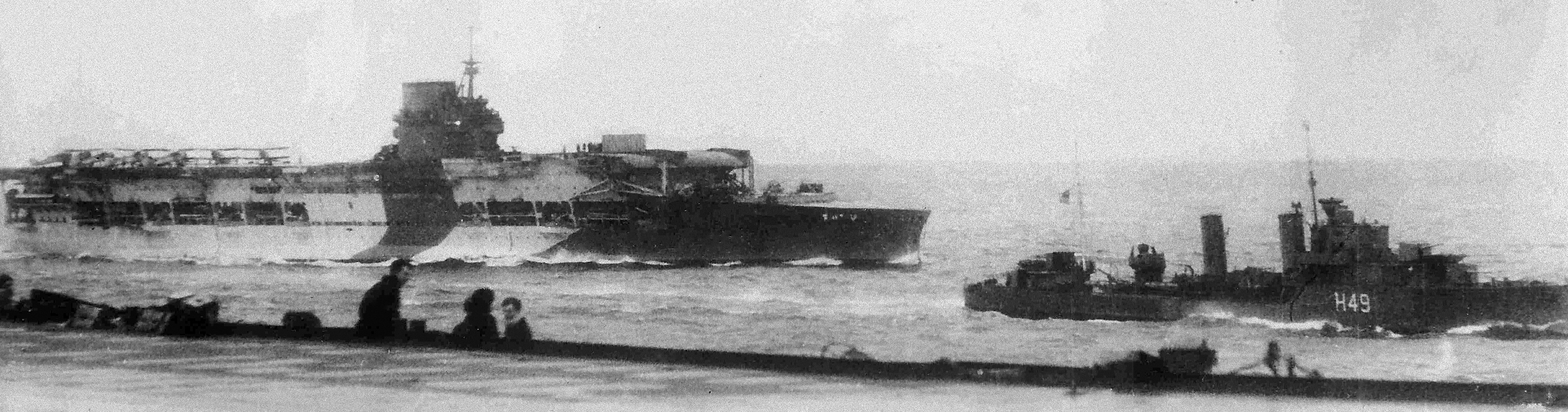
Die Glorious mit dem Zerstörer Diana

Nachdem die alte 4. Flottille Anfang 1939 aufgelöst worden war, kam die Bulldog zur „Gibraltar Local Flotilla“, bevor sie ab März 1939 dem Flugzeugträger Glorious als Sicherungszerstörer diente. Im „plane guard“-Dienst sollte der Zerstörer insbesondere bei Flugmanövern auf dem Träger die Besatzungen von beim Start oder Landungen verunglückenden Maschinen retten. In diesem Dienst befand sich die Bulldog auch noch beim Ausbruch des Zweiten Weltkriegs im September 1939. Sie war der einzige Zerstörer der B-Klasse, der sich zu diesem Zeitpunkt nicht in der Heimat befand.

### Kriegseinsätze
Im Oktober 1939 wurden die Glorious und Bulldog mit dem Schlachtschiff Malaya und dem Zerstörer Daring als Jagdgruppe gegen deutsche Schiffe von Socotra und Aden aus im Indischen Ozean eingesetzt. Im Januar 1940 verlegte die Glorious mit ihrem Begleiter zu Überholungen nach Malta. Im März 1940 übernahm die Bulldog ähnliche Aufgaben für den Träger Ark Royal. Auf die Nachricht vom deutschen Angriff auf Norwegen (Unternehmen Weserübung) verlegten die britischen Träger am 9. April aus dem Mittelmeer zur Home Fleet. Die Bulldog marschierte zusammen mit der Ark Royal von Gibraltar bis zum Ärmelkanal.

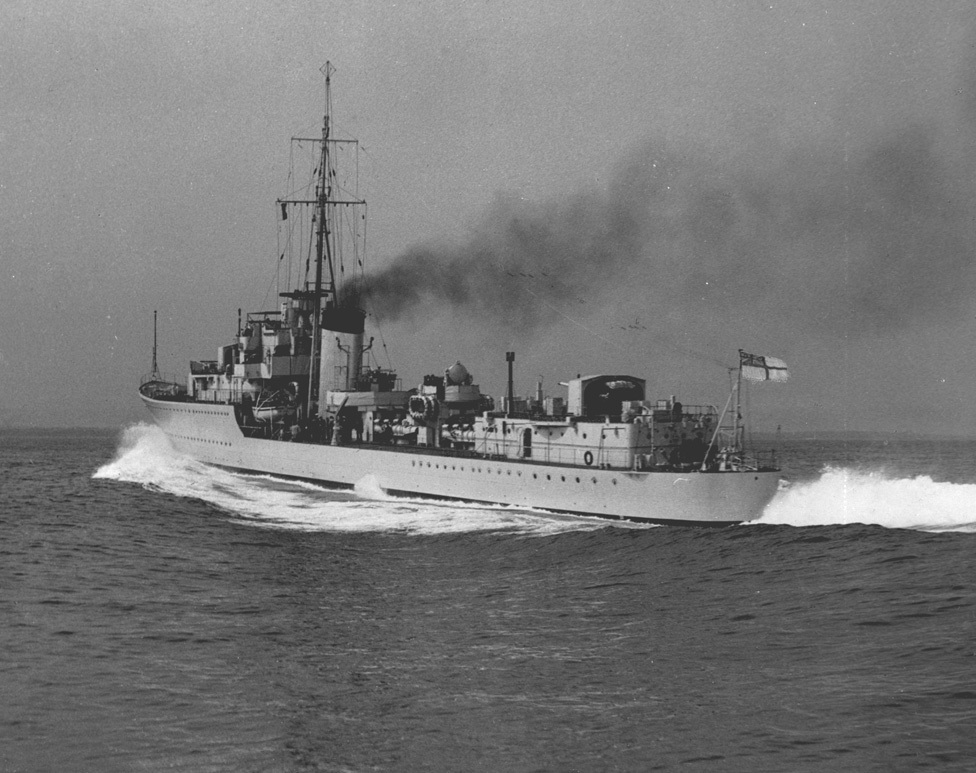
Der Zerstörer Kelly

Nach notwendigen Reparaturen in Devonport erfolgte der erste Einsatz der Bulldog bei der Home Fleet am 9. Mai mit dem Kreuzer Birmingham und dreizehn weiteren Zerstörern in das Skagerrak gegen deutsche Minenleger. Der britische Verband wurde von deutschen Schnellbooten entdeckt und die Minenleger brachen ihren Einsatz rechtzeitig ab. Eines der Schnellboote torpedierte den Zerstörer Kelly unter Lord Louis Mountbatten. Die Bulldog schleppte die schwer beschädigte Kelly nach Hebburn zur Reparatur auf deren Bauwerft. Bei dieser Aufgabe erlitt sie selbst Schäden am Heck, die innerhalb einer Woche bei Swan Hunter beseitigt wurden.
Durch einen kurz darauf eintretenden Schaden an den Schrauben war der Zerstörer während der Evakuierung von Dünkirchen (Operation Dynamo) nicht einsatzbereit. Am 5. Juni 1940 wieder einsatzbereit, sollte der nunmehr der „1st Destroyer Flotilla“ unterstellte Zerstörer zu den folgenden Evakuierungen britischer Heereseinheiten und Staatsbürger aus weiteren französischen Häfen (Operation Cycle) eingesetzt werden. Allerdings erhielt die Bulldog schon am 10. Juni vor Le Havre drei Bombentreffer. Der Zerstörer wurde erheblich beschädigt und war zeitweise manövrierunfähig. Der Besatzung gelang eine Notreparatur der Rudermaschine und der Rückmarsch nach Portsmouth. Während der Reparaturen in der dortigen Marinewerft wurde der Zerstörer bei einem deutschen Luftangriff nochmals leicht beschädigt und war erst Anfang September wieder einsatzbereit. Am 13. beschoss er dann mit dem Schwesterschiff Beagle und den Zerstörern Highlander und Harvester das jetzt von den Deutschen als Basis genutzte Cherbourg.

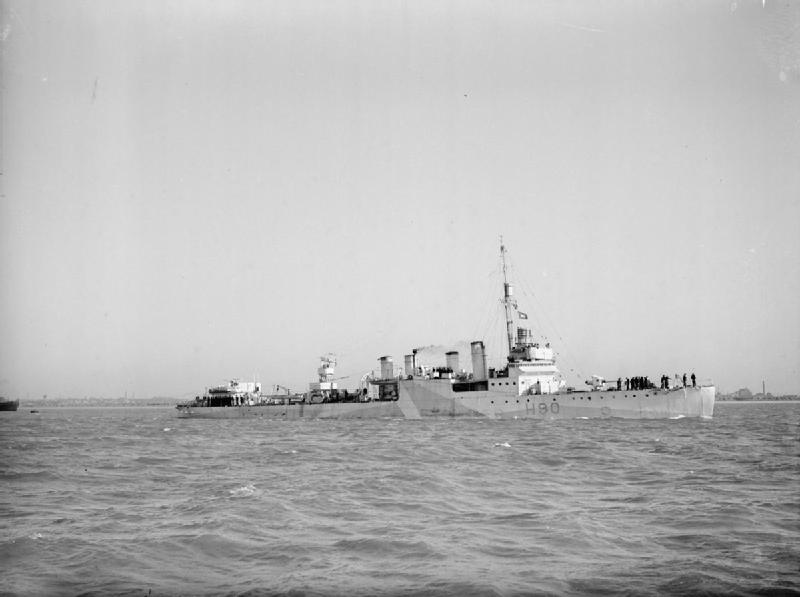
Die Broadway (ex USN) der Town-Klasse

Im Oktober verlegte die Beagle dann zum Clyde, um in den folgenden Monaten zur Sicherung von Geleitzügen im Nordatlantik eingesetzt zu werden.
Von Anfang Januar bis Mitte Februar 1941 wurde der Zerstörer bei Cammell Laird in Birkenhead überholt und für den Einsatz in der Konvoisicherung optimiert. Das 120-mm-Heckgeschütz und der hintere Torpedorohrsatz wurden von Bord gegeben. Dafür wurde der Bestand an Wasserbomben auf 70 erhöht und zwei zusätzliche Werfer installiert. Dazu kamen zur Erhöhung der Flugabwehr-fähigkeiten noch eine 76-mm-L/40-(12-pdr)-Flak vor dem hinteren Deckshaus und zwei einzelne 20-mm-Oerlikon-Kanonen seitlich des Brückenhauses an Bord. Der Zerstörer wurde dann der „3rd Escort Group“ als Führungsschiff zugeteilt, die zwischen dem Clyde und Island an Transatlantik-Konvois eingesetzt wurde. Neben der Bulldog verfügte die Escort Group noch über den Zerstörer Amazon und mehrere ex-amerikanische Vier-Schornsteiner der Town-Klasse.

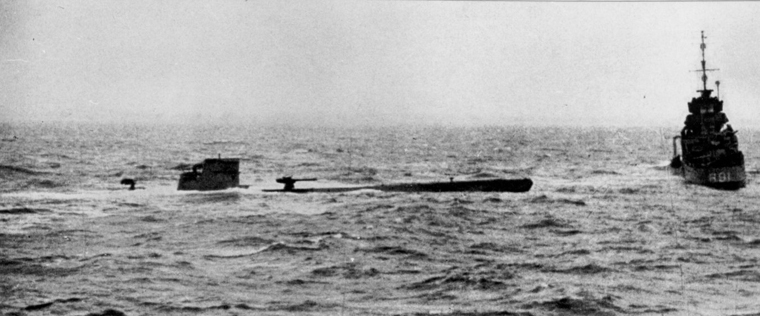
U 110 und HMS Bulldog (9. Mai 1941)

Am 9. Mai 1941 bei dem Geleit OB 318 gelang es der Bulldog zusammen mit dem Zerstörer Broadway (Town-Klasse) und der Korvette Aubretia (Flower-Klasse), das deutsche U-Boot U 110 (Kapitänleutnant Fritz-Julius Lemp), das schon zwei Frachter versenkt hatte, nach Wasserbombenangriffen zum Auftauchen zu zwingen. Von dem U-Boot konnte wertvolles Geheimmaterial und insbesondere die erste vollständige Marine-Enigma-Chiffriermaschine (Typ M3) geborgen werden, bevor es am folgenden Tag beim Abschleppen sank. Die erbeutete Schlüsselmaschine und die sonstigen Unterlagen waren eine große Hilfe für die Government Code and Cypher School in Bletchley Park, die Funkschlüssel der Kriegsmarine zu entziffern.
Von Ende Oktober 1941 bis zum Februar 1942 wurde der Zerstörer bei Fairfields in Govan überholt und modernisiert. Der Rumpf wurde zum Teil verstärkt. Über der Brücke ersetzte ein Radargerät vom Typ 271 die bisherige Feuerleitzentrale der Artillerie mit optischen Entfernungsmessern.
Nach kurzer Zeit bei der Home Fleet diente der Zerstörer als Eskorte der Nordmeergeleitzüge PQ 14, durch den die Sowjetunion mit Kriegsmaterial beliefert wurde, und dem Rückgeleit QP 11. Im April 1942 verteidigte die Bulldog als Führungsschiff der Konvoisicherung mit anderen Zerstörern den nach Großbritannien zurücklaufenden Geleitzug gegen Angriffe der U-Boot-Gruppe „Strauchritter“ und der deutschen Zerstörer Z 7 Hermann Schoemann, Z 24 und Z 25. Die deutsche Zerstörergruppe wurde von der Bulldog, dem Schwesterschiff Beagle und dem Zerstörerprototyp Amazon in einem fast dreistündigen Gefecht erfolgreich vom Konvoi abgedrängt, wobei die beiden Zerstörer der B-Klasse nur leichte Splitterschäden erlitten, während die Amazon getroffen wurde und etliche Verwundete, darunter den Kommandanten, zu beklagen hatte. Die deutschen Zerstörer fanden allerdings am folgenden Tag die nach einem Torpedotreffer durch U 456 bewegungsunfähige Edinburgh der Nahsicherung und versenkten sie durch weitere Torpedotreffer. Dazu beschädigten sie deren Begleitzerstörer Foresight und Forester schwer. Der britische Kreuzer konnte noch die Hermann Schoemann so schwer beschädigen, dass der deutsche Zerstörer sich selbst versenkte, um den Rückmarsch der anderen deutschen Einheiten nicht zu gefährden.

Nach zehn Wochen Reparatur am Clyde war die Bulldog wieder einsatzbereit und nahm bei der Home Fleet verschiedene Aufgaben wahr. Im September 1942 gehörte der Zerstörer zu einem Verband von zwei Kreuzern sowie mehreren Zerstörern und Tankern, der während der Fahrten des alliierten Nachschubkonvois PQ 18 und des Rück-Konvois QP 14, bei Spitzbergen zur Unterstützung und Versorgung der Sicherungsgruppen lag. Dazu versorgte dieser Verband auch die meteorologische Station der Norweger auf Spitzbergen. Die Deutschen entdeckten den Versorgungs-Verband nicht.
Nach ihrer Rückkehr wurde die Bulldog zur Sicherung der Geleite mit Truppen und Versorgungsgütern für die geplante Landung der Alliierten in Nordafrika (Operation Torch) abgeordnet. Der Zerstörer blieb bis Ende Oktober in diesem Einsatz und sicherte Konvois auf der Strecke vom Königreich bis nach Gibraltar und zurück.

Obwohl der Zerstörer dringend einer erneuten Grundreparatur bedurfte, wurde er am 20. Dezember 1942 dem von den britischen Inseln startenden Teil des Nordmeergeleits JW 51B zugeteilt. Die Bulldog musste diesen Auftrag, der zumindest bis nach Island führen sollte, wegen schwerer Wetterschäden schon am zweiten Tag abbrechen. Nach der Durchführung der notwendigen Arbeiten gehörte das Schiff zusammen mit dem Schwesterschiff Beagle im Nordmeer noch zur Sicherung der Geleitzüge JW 52 und RA 52 und anschließend von Anfang Februar bis Ende März 1943 Transatlantik-Geleitzüge im Abschnitt zwischen Island und den britischen Inseln.

Das Schiff hatte dann nochmals für einen Monat eine Werftliegezeit in Greenock, um dann bis zum Oktober 1943 nach Freetown zu verlegen. Sie erledigte Sicherungsaufgaben zwischen Lagos in Nigeria, Freetown und Gibraltar. Im Sommer 1943 waren beim „Westafrica Command“ zeitweise alle noch vorhandenen Zerstörer der B-Klasse im Einsatz. Zuerst hatte die Boreas im Februar 1943 nach Freetown verlegt, die bis zum Juni dort stationiert blieb, um dann in das Mittelmeer zu verlegen. Vor der Bulldog waren dann im März 1943 noch die Beagle und die Brilliant dort eingetroffen, die bis zum Oktober (Beagle) bzw. bis zum Mai 1943 (Brilliant) dort verblieben. Die Boadicea traf im Mai 1943 als letztes Schiff der Klasse in Freetown ein, wo sie drei Monate Dienst tat.

Am 8. November ging die nach Großbritannien zurückgekehrte Bulldog dann zu einer erneuten Grundüberholung in die Marinewerft von Portsmouth, die bis zum 24. Mai 1944 dauerte.
Bei der Landung in der Normandie im Juni 1944 wurde der Zerstörer zunächst im Rahmen der U-Jagd eingesetzt, während er später Geleitzügen als Eskorte zugewiesen wurde. Dabei gelang es dem Schiff am 26. Juni 1944 südwestlich Irland, das deutsche Schnorchel-U-Boot U 719 nach langer Jagd mit drei Hedgehog-Salven zu versenken. Es folgte dann im Winter 1944/45 nochmals ein Einsatz in der Arktis bei den Geleitzügen JW 60 und RA 60 sowie zusammen mit der Beagle bei JW 62 und RA 62.
Nach einer letzten Instandsetzung der Bulldog sicherte sie ab Ende Januar 1945 für den Rest des Krieges Konvois zwischen Plymouth und den Häfen an der Irischen See.

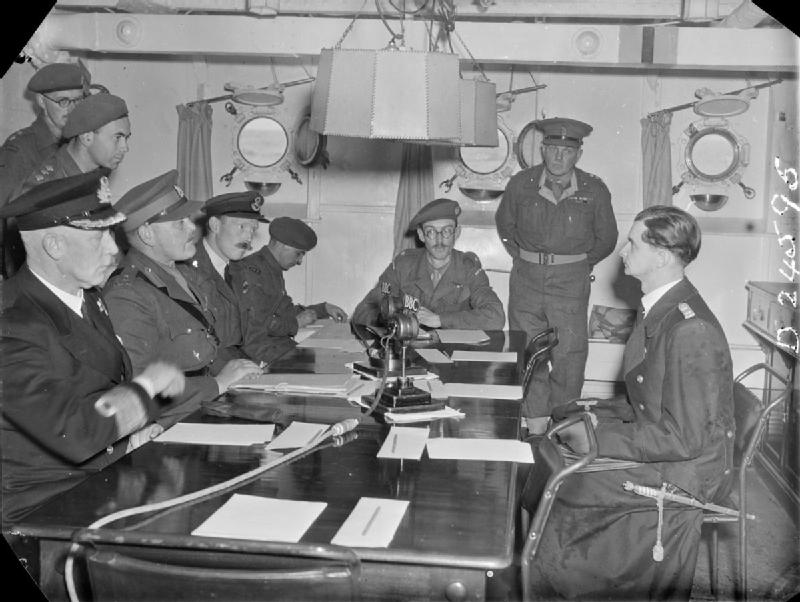
Kapitulationsgespräche für die Kanalinseln an Bord HMS Bulldog. Deutscher Vertreter ist Kapitänleutnant Armin Zimmermann.

Anfang Mai 1945 lag der Zerstörer gemeinsam mit dem Schwesterschiff Beagle vor Guernsey, wo über die Kapitulation der deutschen Truppen auf den Kanalinseln verhandelt wurde. Die Kapitulation erfolge schließlich am 9. Mai 1945 an Bord der Bulldog durch den deutschen Generalmajor Siegfried Heine.
Am Monatsende wurde der Zerstörer außer Dienst gestellt und der Reserve zugewiesen. Im Dezember 1945 wurde HMS Bulldog zum Abwracken verkauft.